# Bruneau (entreprise)
Pour les articles homonymes, voir Bruneau.
Bruneau est un fournisseur d'équipement (bureau, siège, papier, café, consommables informatiques, matériel tech ou produits d’hygiène et d’entretien) pour les professionnels. Le groupe est implanté dans six pays : la France, la Belgique, l'Espagne, l'Italie, les Pays-Bas et le Luxembourg.
Le siège de Villebon-sur-Yvette héberge la plateforme logistique centrale, servant à l'ensemble des livraisons. En compléments, des plateformes logistiques et commerciales sont également implantées en région parisienne et en Province à Bordeaux, Lille, Lyon, Marseille, Nantes, Nice, Strasbourg, Toulouse. 

## Histoire
Le 11 octobre 1955, Jean-Marie Bruneau lance la vente par correspondance aux entreprises et la livraison à l’aide de son vélo. En 1963, il quitte Vanves pour Palaiseau. En 1967, la première édition du catalogue Bruneau est lancée. Entre 1963 et 1978, l’entreprise passe de 9 à 240 personnes[réf. nécessaire]. 
En 1986, JM Bruneau s'installe dans le parc d’affaires de Courtabœuf (91).[réf. nécessaire] En 1997, Jean-Marie Bruneau cède une participation majoritaire de l’entreprise au Groupe 3SI.

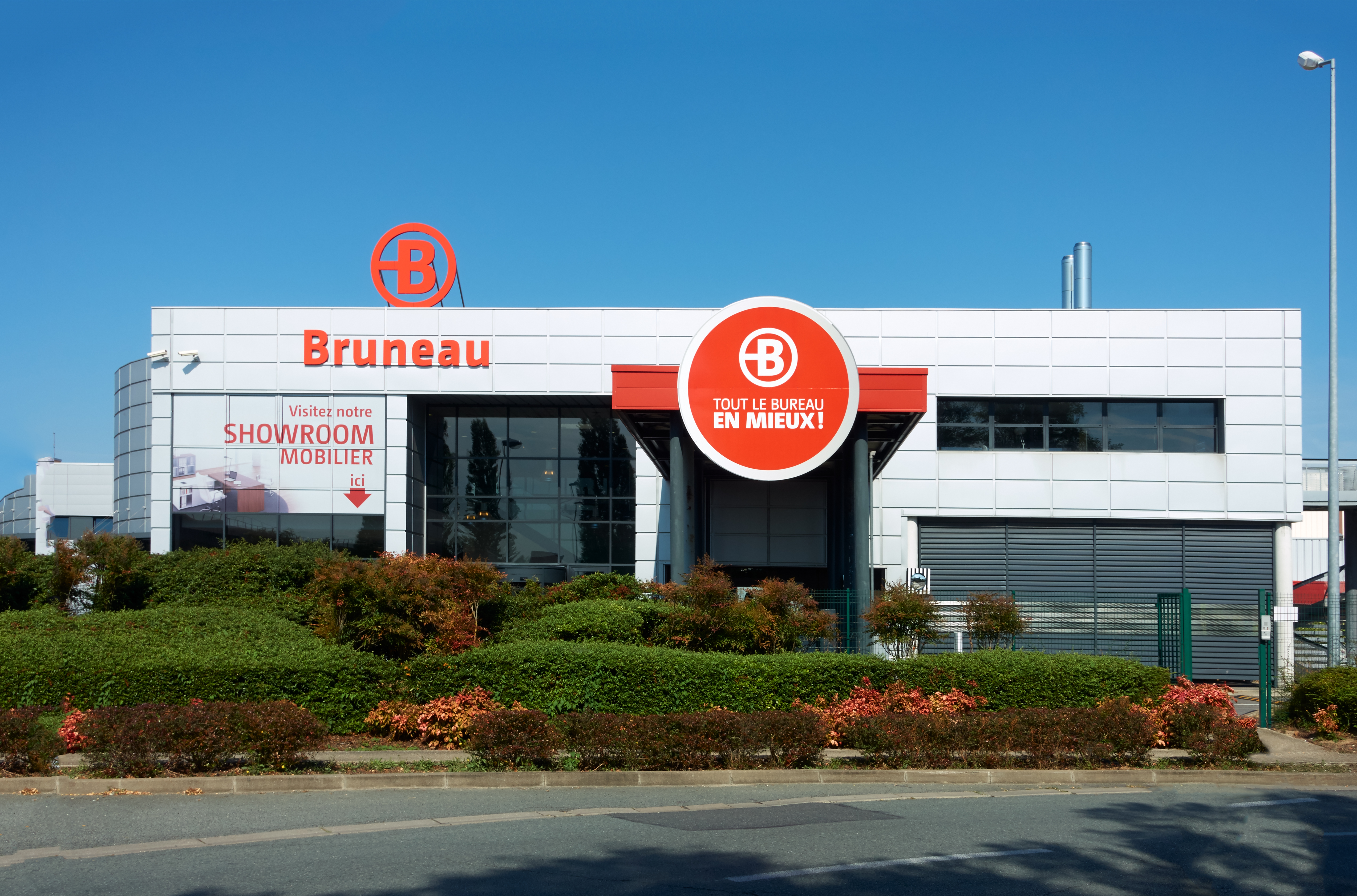
Accueil Bruneau France

Le 1er janvier 2014, la société intègre le groupe Argosyn (du groupe de distribution Otto) associé à Fipar (groupe Mulliez). 
En avril 2015, Argosyn vend JM Bruneau et Maxi Buro au fonds d'investissement Weinberg Capital Partners pour 150 millions d'euros,,,. 
En novembre 2017, Equistone Partners Europe prend le contrôle de JM Bruneau pour 250 millions d'euros environ.  
En juillet 2018, JM Bruneau entre au capital de la société luxembourgeoise Muller&Wegener.